# Film-based Language Teaching
Unter Film-based Language Teaching versteht man das Lehren und Lernen von Englisch (oder einer anderen Fremdsprache) mit Hilfe von audiovisuellen Medien. Als Repräsentanten von Film-based Language Teaching gelten im deutschsprachigen Raum vor allem Engelbert Thaler, Carola Surkamp und Christiane Lütge.

## Rechtfertigung
Ein audiovisueller Text spricht kognitive, kommunikative, personale, affektive und attitudinale Dimensionen an. Er kann sowohl als Informationstext (Sprechen und Schreiben über den Film) als auch als Instrumentaltext (Sprachlernen mit dem Film) fungieren. Insbesondere eignet er sich für das Verstehen (und einübende Verwenden) der gesprochenen Sprache – unter Zuhilfenahme paralinguistischer Interpretationsstützen (listening with one’s eyes). Gerade die interaktiv-kolloquiale Sprachverwendung kommt im fremdsprachigen Klassenzimmer ja immer noch zu kurz. Da auch logistische Barrieren inzwischen immer leichter zu überwinden sind (englischsprachige TV-Kanäle, Internet, Verleihstellen, breites Sortiment, sinkende DVD-Preise), erscheint der Wert von Filmen als Lernressource unbestritten. Im Einzelnen werden folgende Argumente für den Einsatz audiovisueller Formate im Fremdsprachenunterricht genannt (z. B. Thaler 2007):
- Popularität und Motivation
- Audiovisuelle Attraktivität
- Authentizität
- Personale Bedeutung
- Training rezeptiver Kompetenzen (Hör-Seh-Verstehen)
- Förderung produktiver Kompetenzen (Sprechen, Schreiben)
- Intertextuell-literarische Kompetenzen
- Interkulturelles Lernen
- media/film literacy (formal-ästhetische und inhaltlich-kritische Filmkompetenzen)

## Formate
Film-based Language Teaching muss sich nicht nur auf die zweifelsohne attraktiven Spielfilme beschränken, sondern kann auf eine Vielzahl filmischer Formate zurückgreifen, die in toto oder ausschnittsweise vorgeführt werden und sich nach der Spieldauer in drei Gruppen einteilen lassen:
- Kurzformate (1–5 Minuten): Musikvideoclips, Sketche, TV-Nachrichten, Reden, Wetterberichte, Werbespots, Interviews
- Mittlere Formate (20–45 Minuten): Sitcoms, Soaps, Talkshows, Game shows, Dokumentationen
- Langformate (90+ Minuten): Spielfilme, Live-Berichte von nationalen Ereignissen, Sportübertragungen

## Präsentationsformen
Besonders für die mittleren und längeren Varianten stehen grundsätzlich vier Möglichkeiten zur Verfügung (Thaler 2007). Da jede dieser vier Optionen spezifische Vorzüge, aber auch Defizite aufweist, sollte sich die Wahl am jeweiligen Film, den angestrebten Lernzielen, der zur Verfügung stehenden Zeit, dem Lernstand der Schüler und dem Gebot der Abwechslung orientieren.
| Modus                  | Beschreibung                                                                                  | Vorzüge | Nachteile                                                                                              |
| ---------------------- | --------------------------------------------------------------------------------------------- | --- | --- |
| Block-Präsentation     | Vorführung des gesamten Films, Sehen an einem Stück ohne Unterbrechung                        | - natürliches Sehverhalten - Spannung, Identifikation - geringer Aufwand                                                          | - passiver Konsum - mangelnde Lerneffizienz - Bonbondidaktik                                           |
| Intervall-Präsentation | Unterteilung des Films in einzelne Sequenzen (ca. 15’), sukzessives Sehen in mehreren Stunden | - Möglichkeiten didaktischer Aufbereitung - pre-, while-, post-viewing tasks pro Stunde - Sehen des gesamten Films                | - Fragmentierung des Films - Spannungsverlust - Zeitaufwand - unnatürliches Sehmuster                  |
| Sandwich-Präsentation  | Vorführung ausgewählter Sequenzen, Überspringen anderer Szenen                                | - didaktische Aufbereitung (pre/while/post stages) - geringerer Zeitaufwand als bei Intervall-P. - Auslassen unwichtiger Passagen | - Zerstückelung des Films - Verständnis-Probleme durch Unvollständigkeit                               |
| Segment-Präsentation   | Vorführung und Bearbeitung nur einer Szene oder Sequenz (z. B. Eröffnungsszene)               | - Fokussierung einer wesentlichen Sequenz - geringster Zeitbedarf - didaktisch-methodische Flexibilität - wiederholte Darbietung  | - Isolierung einer Szene - Vernachlässigung wichtiger Filmaspekte - Reduzierung des Unterhaltungswerts |

## Aktivitäten
Für die konkrete Gestaltung film-basierter Unterrichtsstunden gibt es inzwischen eine große Anzahl an (eher geschlossenen) Übungen und (eher offenen) Aufgaben (z. B. Lütge 2012, Sherman 2003, Stempleski/Tomalin 2001, Thaler 2013). Erstere sind stark lehrergesteuert mit weitgehend vorhersehbaren Antworten, letztere eröffnen den Lernenden mehr Handlungsspielräume und individuellere Resultate.

## Probleme und Lösungsansätze
Die Vielzahl an Aktivitäten und Argumenten für den Einsatz von Filmen darf nicht darüber hinwegtäuschen, dass im fremdsprachigen Klassenzimmer mehrere Probleme auftauchen können. Die folgende Tabelle führt die vier wesentlichen Spannungsfelder auf – und gibt mögliche Lösungsversuche:
| Probleme                                                | Lösungsansätze |
| ------------------------------------------------------- | --- |
| Zeit-Konflikt: langer Film vs. kurze Unterrichtsstunde  | - zeitsparende Präsentationstypen - independent film study |
| Kommunikations-Konflikt: Sprachniveau Film vs. Lernende | - Abschied vom Alles-Verstehen-Wollen - auf Lernniveau abgestimmte Filmauswahl - einfache plots - viele Wort-Bild-Kongruenzen - langsame, deutliche Standard-Aussprache - Segmentverfahren - Wiederholungen - Pointierung - vorentlastende Aktivitäten |
| Rezeptions-Konflikt: visueller vs. auditiver Kanal      | - zielorientierter Einsatz der drei Kombinationsmodi von Ton und Untertiteln - Dosierung der Untertitel (sukzessive Zurücknahme nach anfänglichem tuning in)                                                                                           |
| Ziel-Konflikt: Lernwert vs. Unterhaltungswert           | - Balance zwischen Lernen und Lust - Gleichgewicht Spracharbeit – Spannung - Beschränkung der Verwendung der Pause-Taste - Vermeidung zu häufiger Wiederholung einer Szene - dosierter Einsatz von Grammatik-/Wortschatzübungen                        |